# Kőrössy Albert Kálmán
Királyhalmi Kőrössy Albert Kálmán, születési és 1891-ig használt nevén Neumann Albert (Szeged, 1869. június 18. – Budapest, Erzsébetváros, 1955. április 21.) magyar építész, a magyaros szecesszió képviselője.

## Életpályája
Apja Neumann Miksa (1837–1912), a Budapesti Áru- és Értéktőzsde alelnöke és évtizedeken keresztül a pesti Chevra Kadisa tagja, anyja Heiduschka Júlia volt. Tanulmányait a budapesti Műegyetemen, majd a párizsi École des Beaux Arts-on folytatta. Végül Münchenbe utazott, ahol a neves német építész, Friedrich von Thiersch tanítványaként kapta meg építészoklevelét. A külföldön töltött évek alatt a francia Art Nouveau és a német Jugendstil is nagy hatással volt rá. Hazatérése után több épületterve valósult meg a fővárosban. 1895 és 1899 között közös irodát vezetett Sebestyén Artúrral. Stílusa a késői klasszicizmustól – főként Lechner Ödön hatása alatt – a magyaros szecesszióig fejlődött. 1914 után nem tervezett többé, törvényhatósági tisztviselőként dolgozott a fővárosnál. Halálát szívelégtelenség, tüdőtágulás okozta.

### Családja
Házastársa Román Dóra Paula volt, Rosenberg Károly és Märle Ilka lánya, akivel 1902. április 10-én Budapesten, a Terézvárosban kötött házasságot. 1930-ban elváltak.
Gyermekei:
- Kőrössy Lili Julianna (1902–1993)[10], férjezett Lengyel Józsefné
- Kőrössy Mária Fedóra (1904–?), férje Wachsberg Emil

## Ismert épületei
- 1898: lakóház, 1071 Budapest, Kertész utca 33.[11]
- 1898–1899: Osztálysorsjáték Palota, 1056 Budapest, Eskü (ma: Március 15.) tér 6.[12] – Sebestyén Artúrral közösen
- 1899–1900: Kőrössy-villa, (ma ResoArt Villa[13]) 1071 Budapest, Városligeti fasor 47.[14][15] – Sebestyén Artúrral közösen
- 1901: Walko-ház, 1054 Budapest, Aulich utca 3.[16][17]
- 1904: Sonnenberg-ház, 1063 Budapest, Munkácsy Mihály u. 23.[18][19]
- 1904: lakóház, 1078 Budapest, István utca 49.[20]
- 1904–1905: Gonda-ház, 1096 Budapest, Práter utca 9.[14][21]
- 1905: Sonnenberg-ikerbérház, 1122 Budapest, Alkotás utca 5-7.[22][23]
- 1906: lakóház, 1122 Budapest, Schwartzer Ferenc utca 4.[24]
- 1906: lakóház, 1062 Budapest, Szondi utca 75.[25]
- 1906–1907: lakóház, 1077 Budapest, Baross tér 15.[26]
- 1906–1909: Budapesti VI. kerületi Főgimnázium (ma: Kölcsey Ferenc Gimnázium), 1063 Budapest, Munkácsy Mihály utca 26.[14][27]
- 1907: Betz Mihály villája, 1026 Budapest, Házmán utca 6.[28]
- 1907: Bíró-ház, 1023 Budapest, Török utca 8. (átalakítva, leegyszerűsítve)[29][30]
- 1908: Erdei-villa, 1026 Budapest, Pasaréti út 68.[31]
- 1909: lakóház, 1063 Budapest, Németh László utca 4.[32]
- 1909–1911: Budapesti X. kerületi tisztviselőtelepi Magyar Királyi Állami Széchenyi István Gimnázium, ismertebb nevén Tündérpalota (ma: az Országos Pedagógiai Könyvtár és Múzeum és a Magyar Természettudományi Múzeum Növénytára található az épületben), 1087 Budapest, Könyves Kálmán körút 40.[14][33][34]
- 1910: lakóház, 1062 Budapest, Aradi utca 17.[35]
- 1911 (az épületen 1912–1913 szerepel):[36] Balla bérház (benne a Magyar Korona kávéház), 1052 Budapest, Váci utca 14.[36] – Kiss Gézával közösen
- 1911: Szvetenai-utcai iskola (ma: egyik felében: Szent György Média és Informatikai Szakgimnázium, másik felében: Ferencvárosi önkormányzati hivatal), 1096 Budapest, Lenhossék u. 24-28.[37][38][39]
- 1912: lakóház, 1052 Budapest, Kristóf tér 6.[40]
- 1912: Magyar Agrár- és Járadékbank Részvénytársaság palotája, 1051 Budapest, Nádor u. 16.[41] – Kiss Gézával közösen
- 1912–1913: Dayka-villa, 1068 Budapest, Benczúr utca 26.[42]
- ?: Inárcspusztai kastély[14] – Sebestyén Artúrral közösen, elpusztult

1906-ban ő készítette el a Philantia virágüzlet külső-belső kialakítását (1052 Budapest, Váci utca 9.) – magát az épületet nem ő tervezte.

### Vitatott épületek
Egyesek neki tulajdonítják a marosvárhelyi Római Katolikus Teológiai Líceum épületét is, azonban más források szerint végül anyagi okokból nem az ő tervét fogadták el.

### Síremlékek
- Madarassy Beck-család síremléke (I.), Salgótarjáni utcai zsidó temető, 1087 Budapest, Salgótarjáni utca 6.[46][47]
- Madarassy Beck-család síremléke (II.), Salgótarjáni utcai zsidó temető, 1087 Budapest, Salgótarjáni utca 6.[48]

A két Madarassy Beck síremlék nem azonos.

## Képgaléria

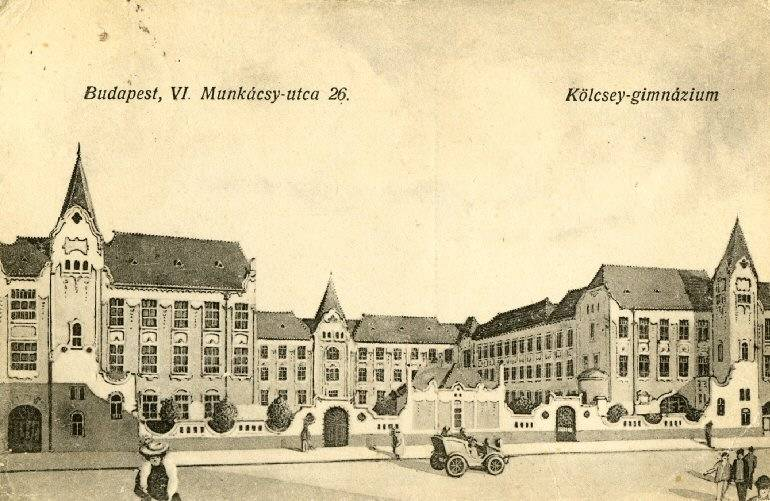
A Kölcsey-(fő)gimnázium a 20. század elején
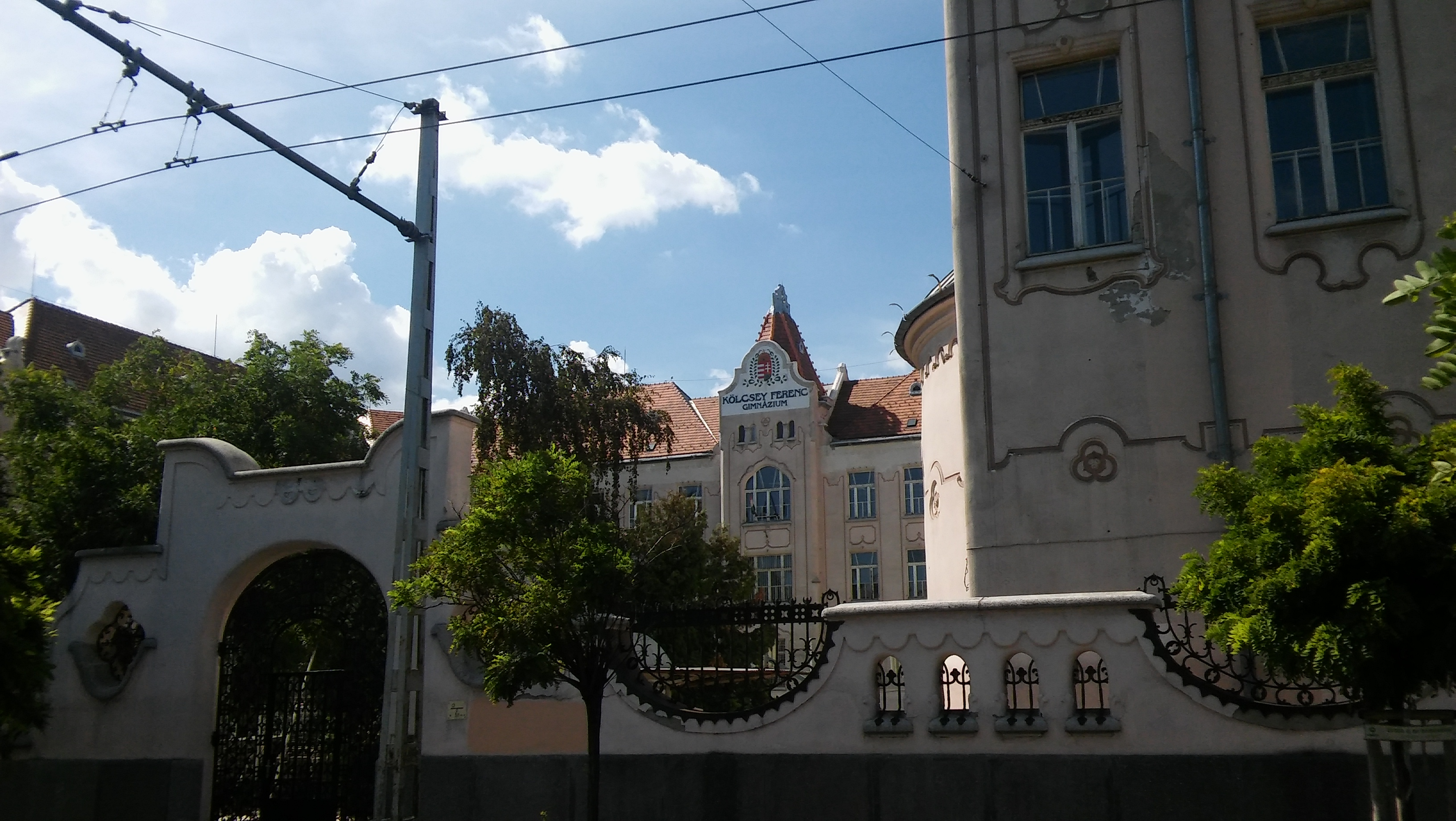
A Kölcsey-(fő)gimnázium napjainkban
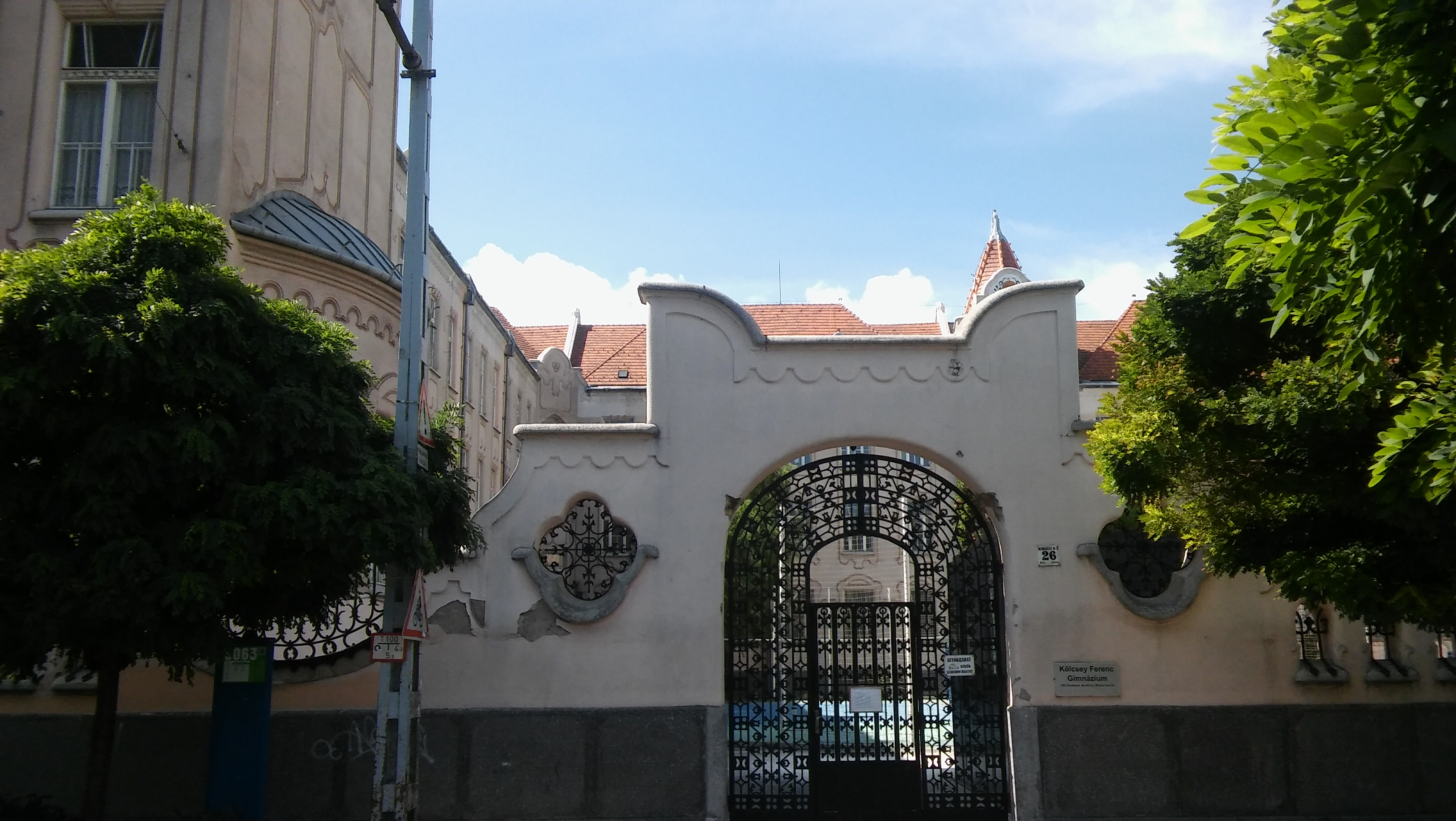
A Kölcsey-(fő)gimnázium kapuja
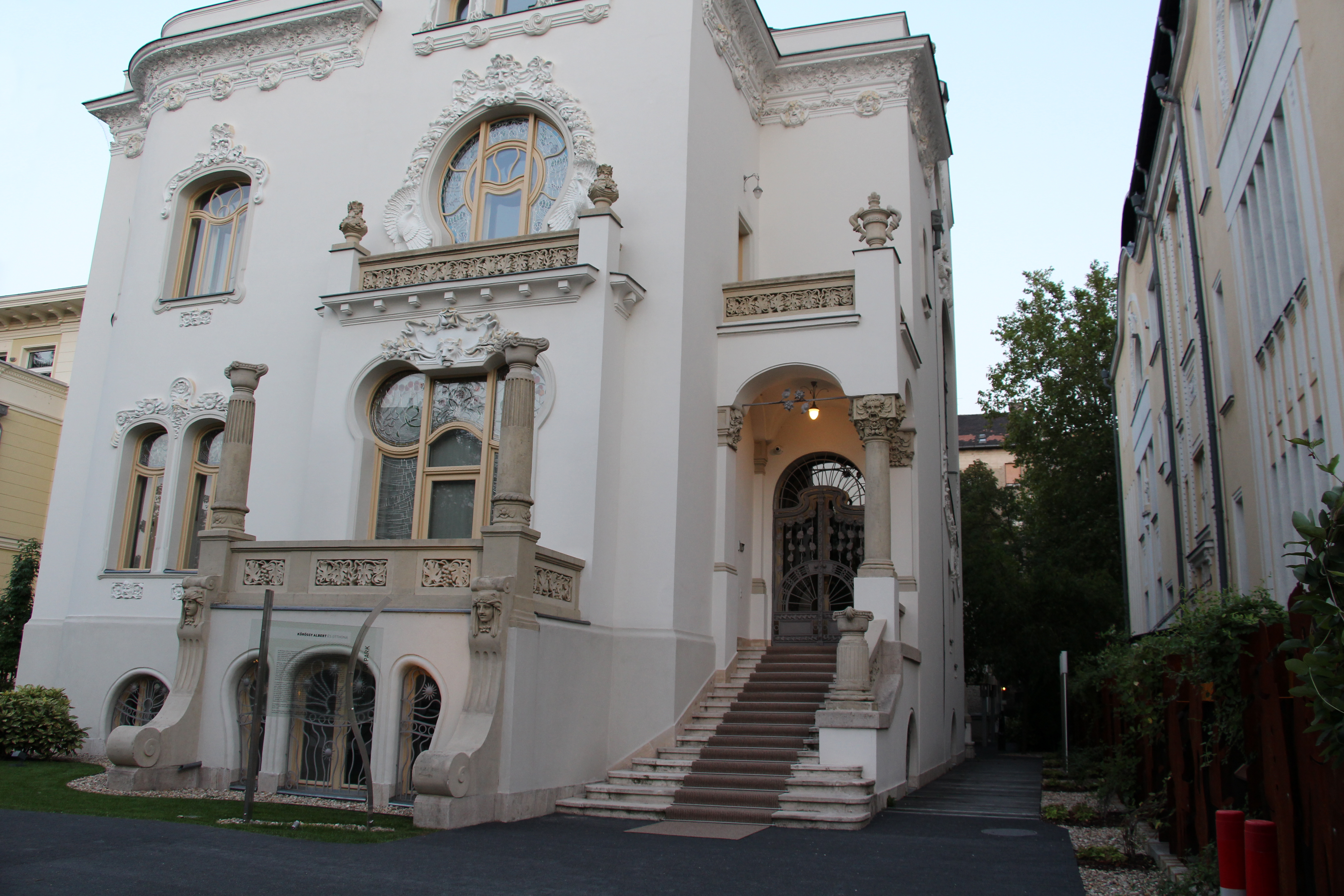
Kőrössy-villa
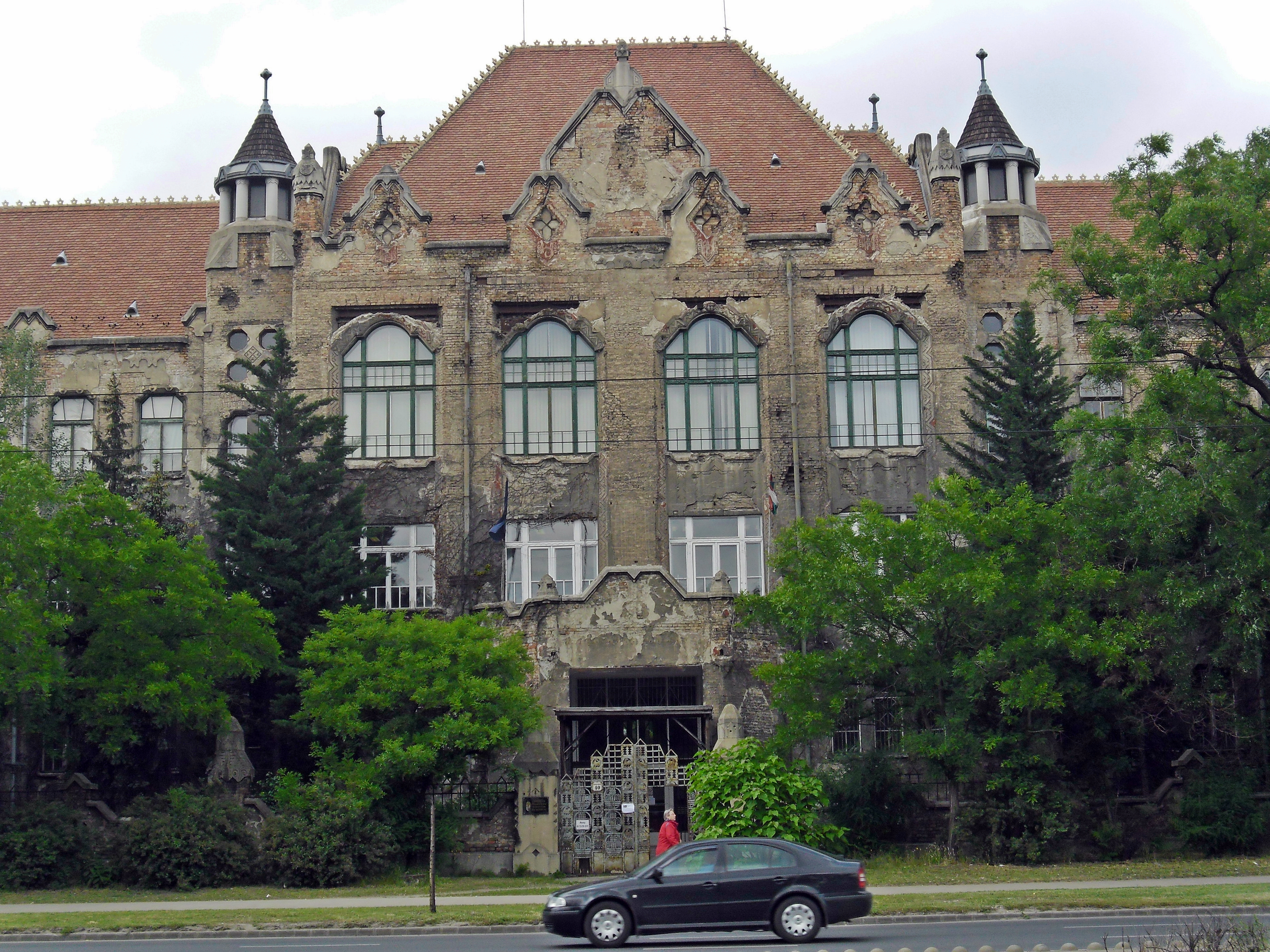
A Tündérpalota a felújítás előtt
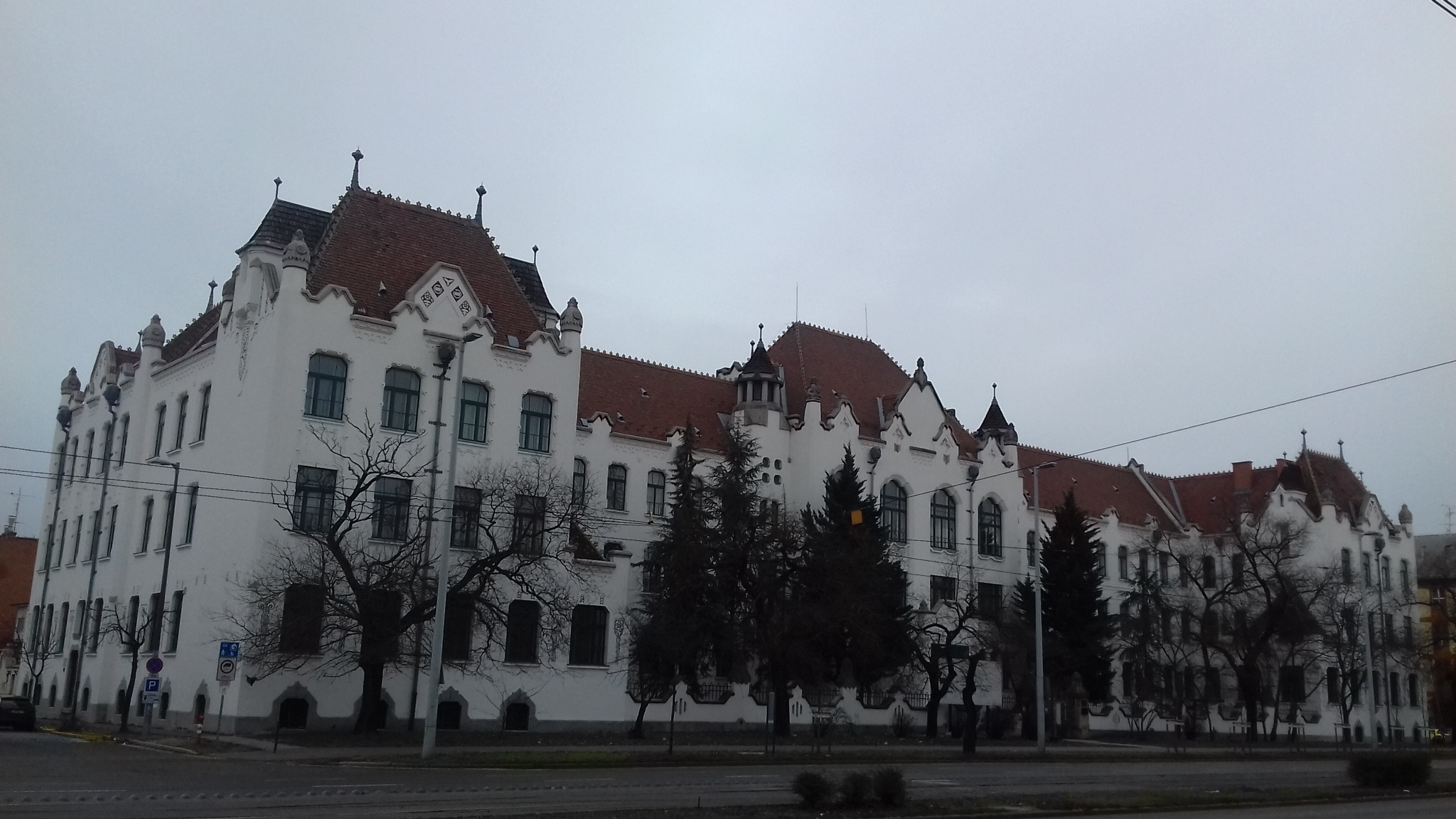
A Tündérpalota a felújítást követően
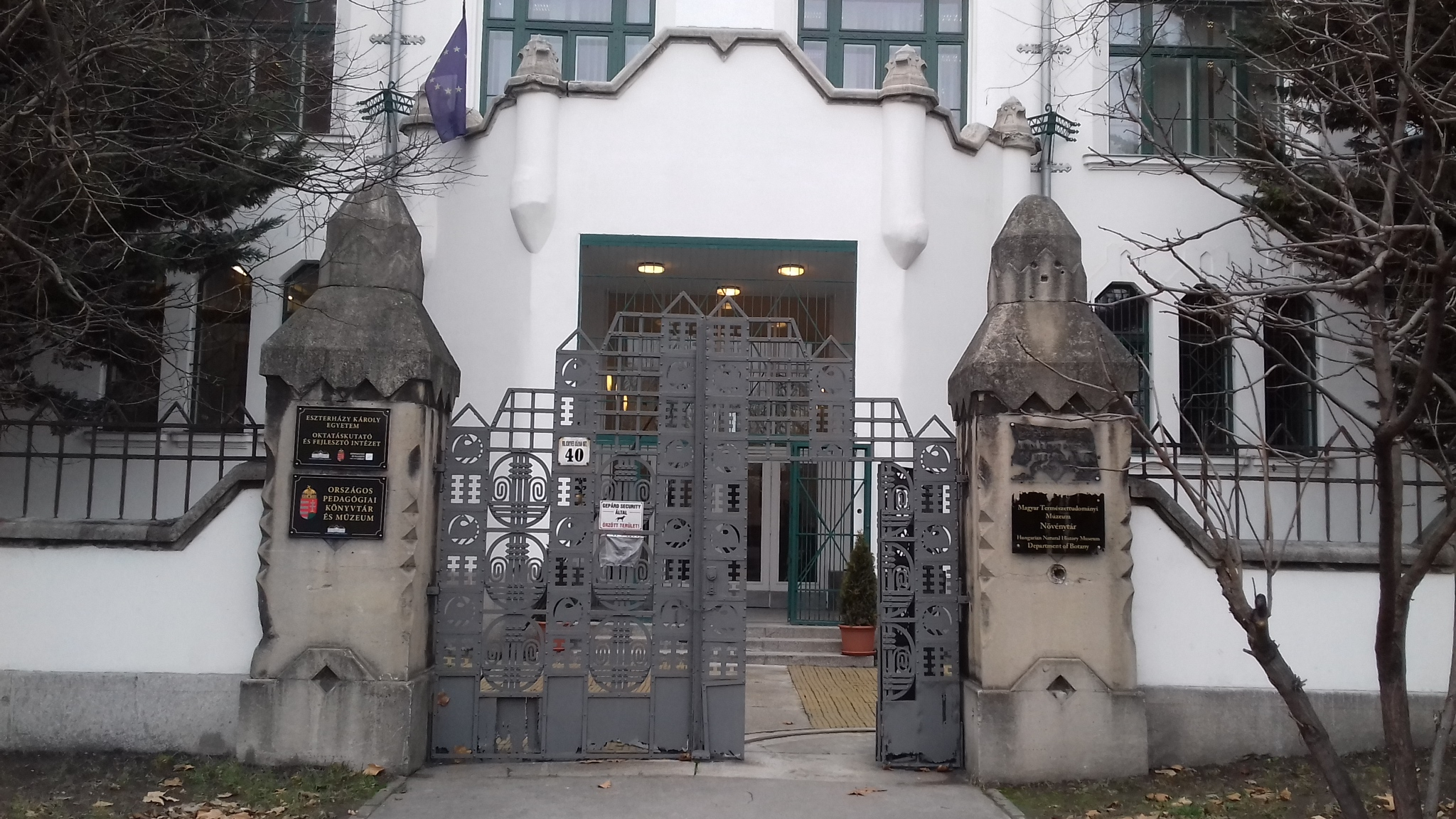
A Tündérpalota főbejárata
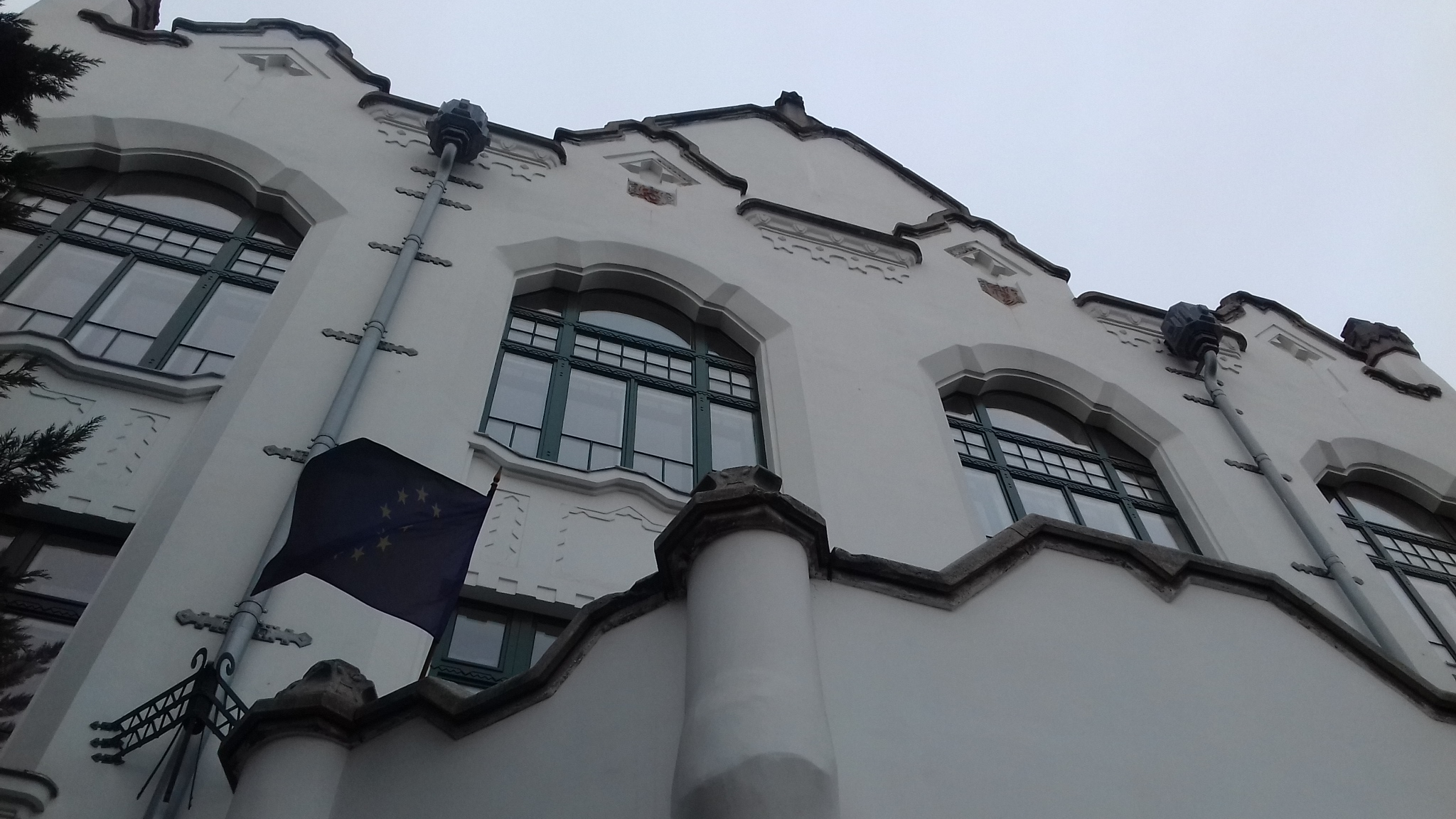
Tündérpalota, épületrészlet
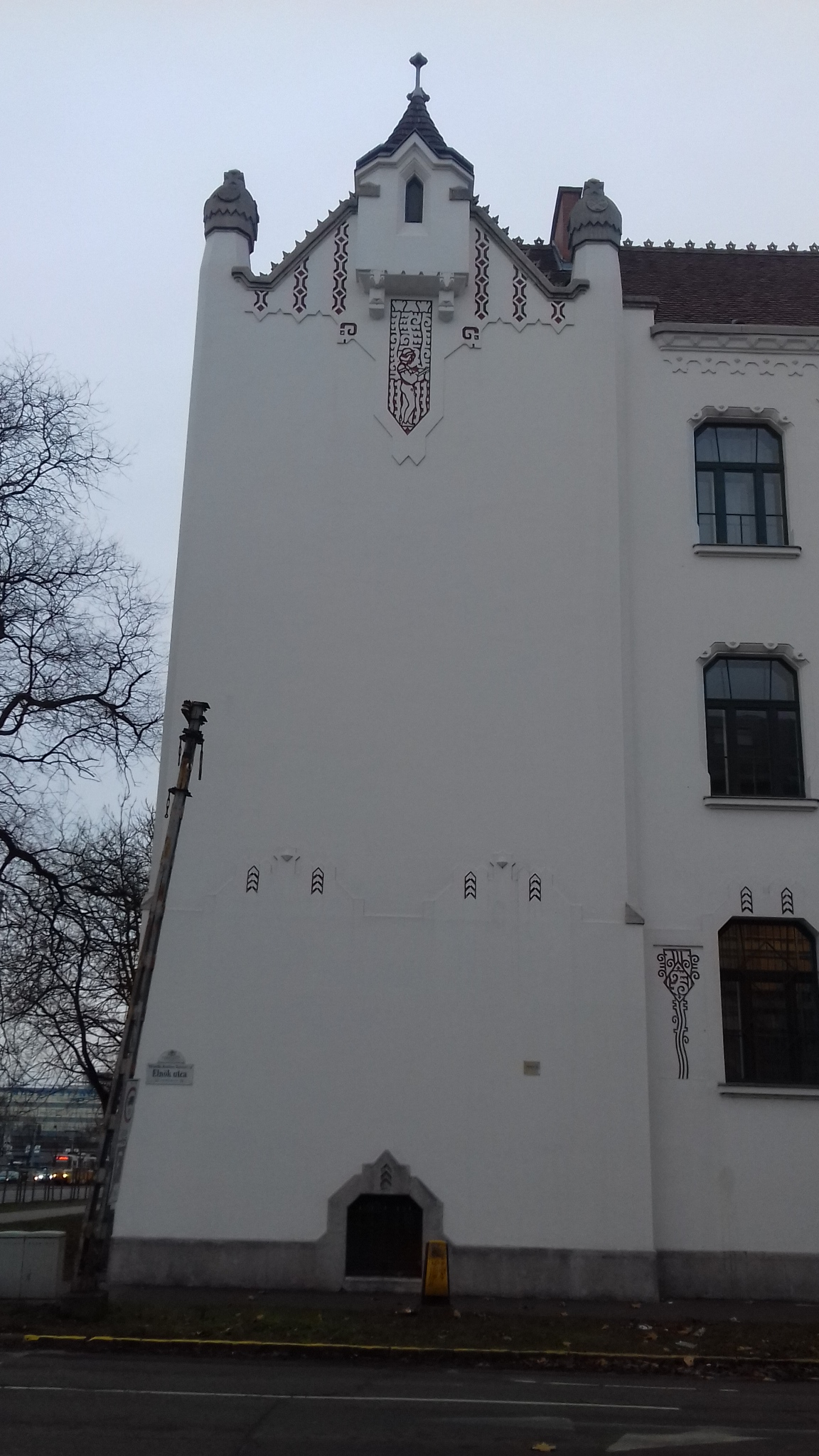
Tündérpalota, épületrészlet
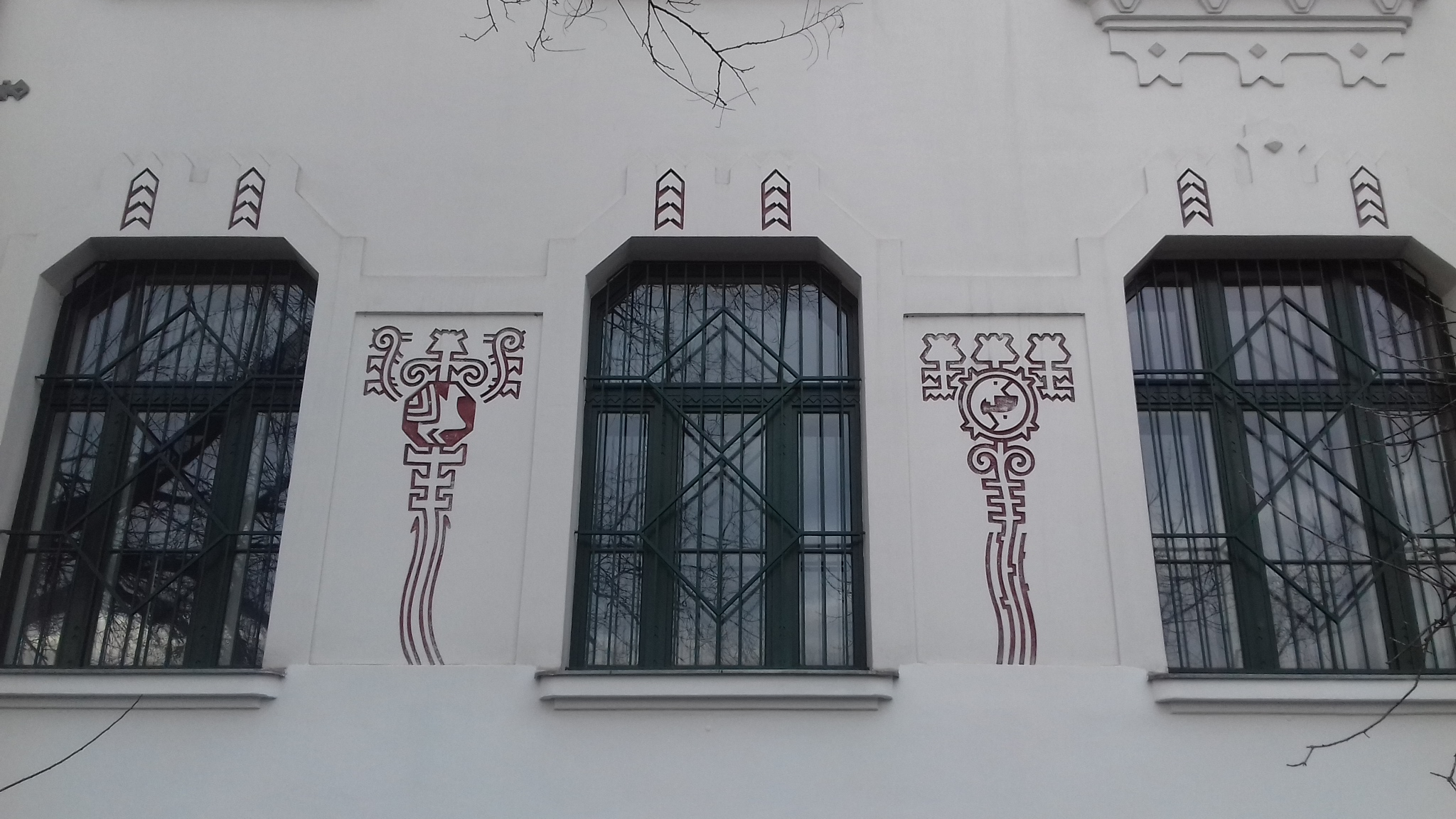
Tündérpalota, épületrészlet
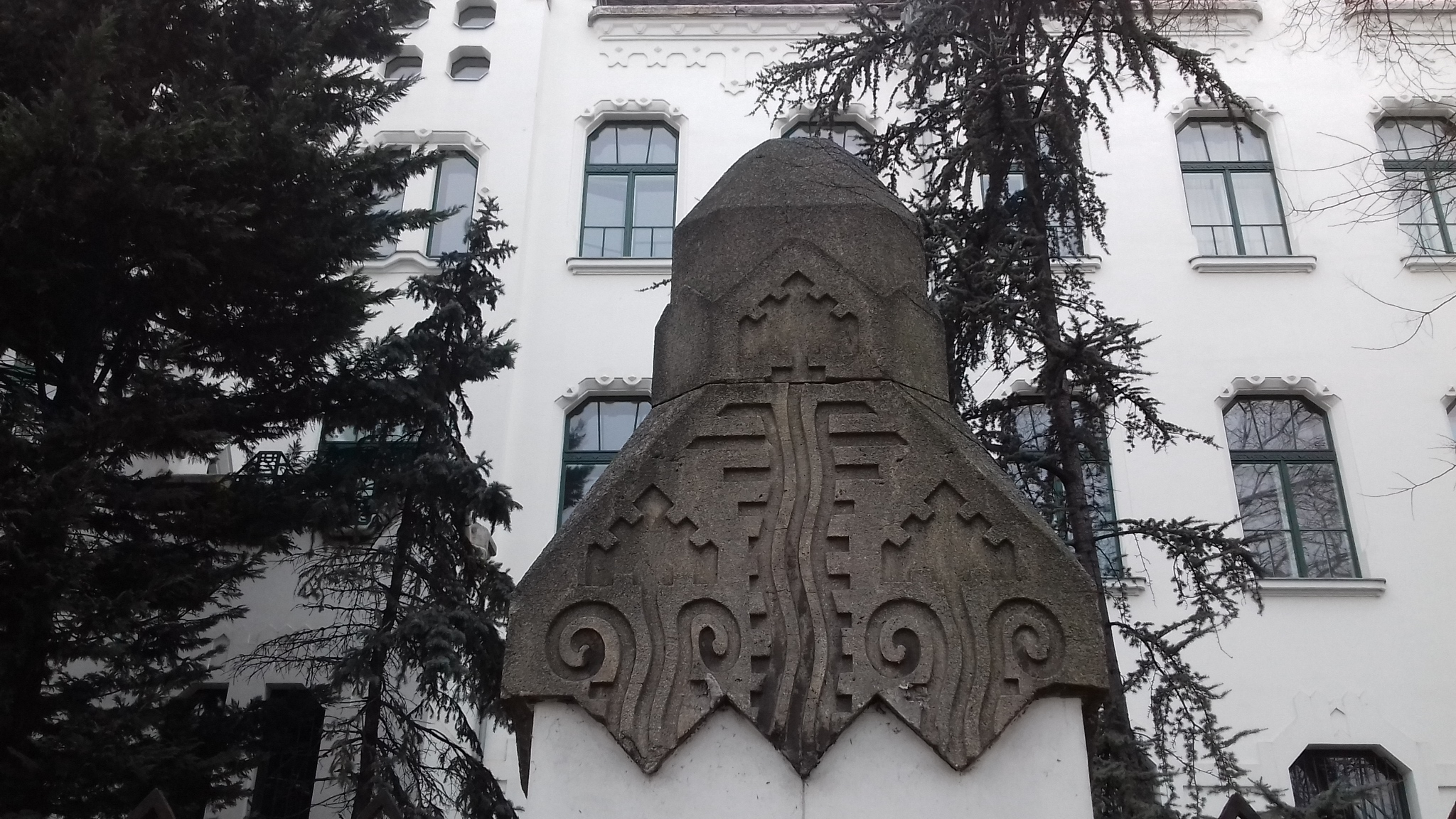
Tündérpalota, épületrészlet
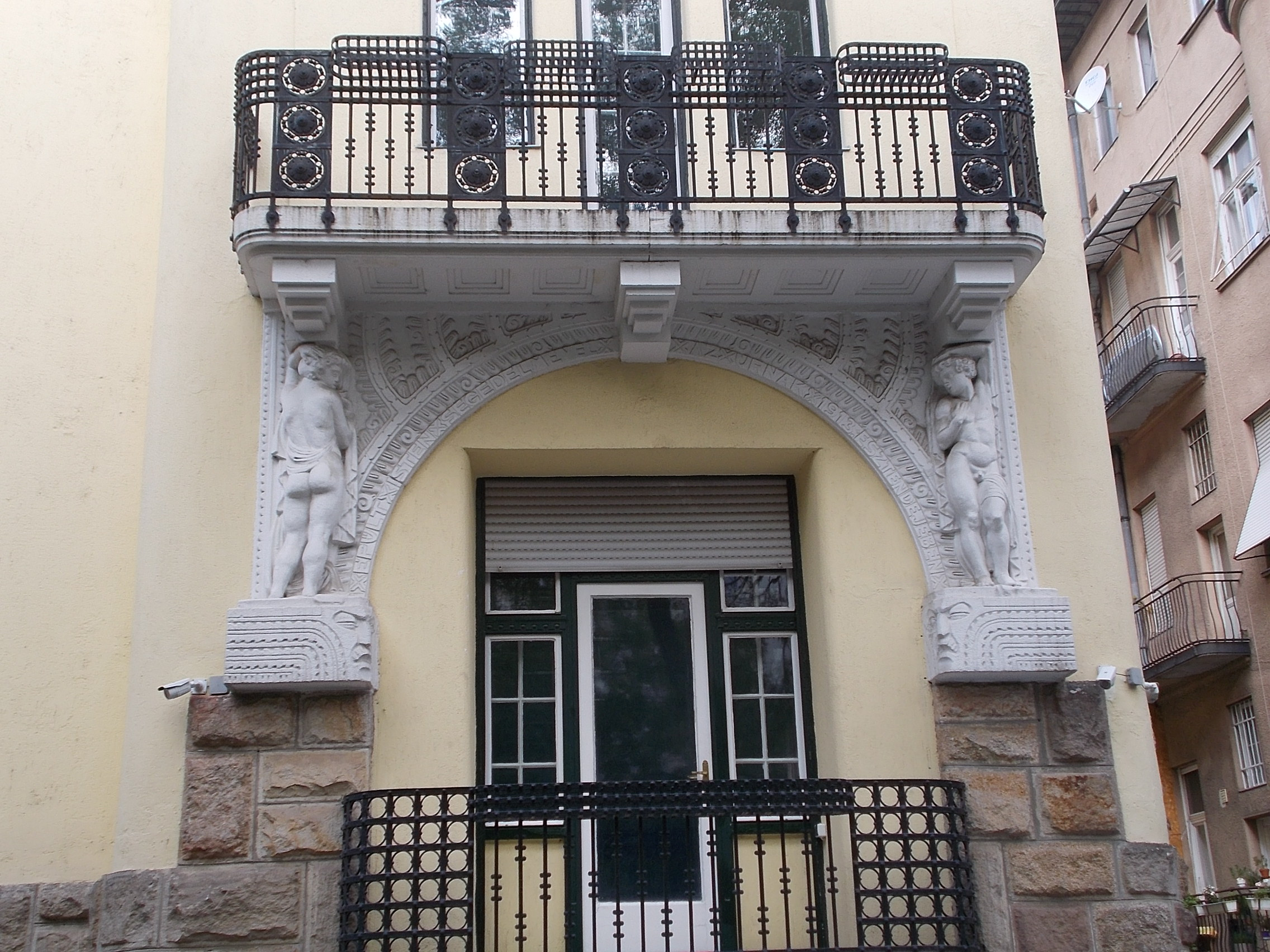
Dayka-villa
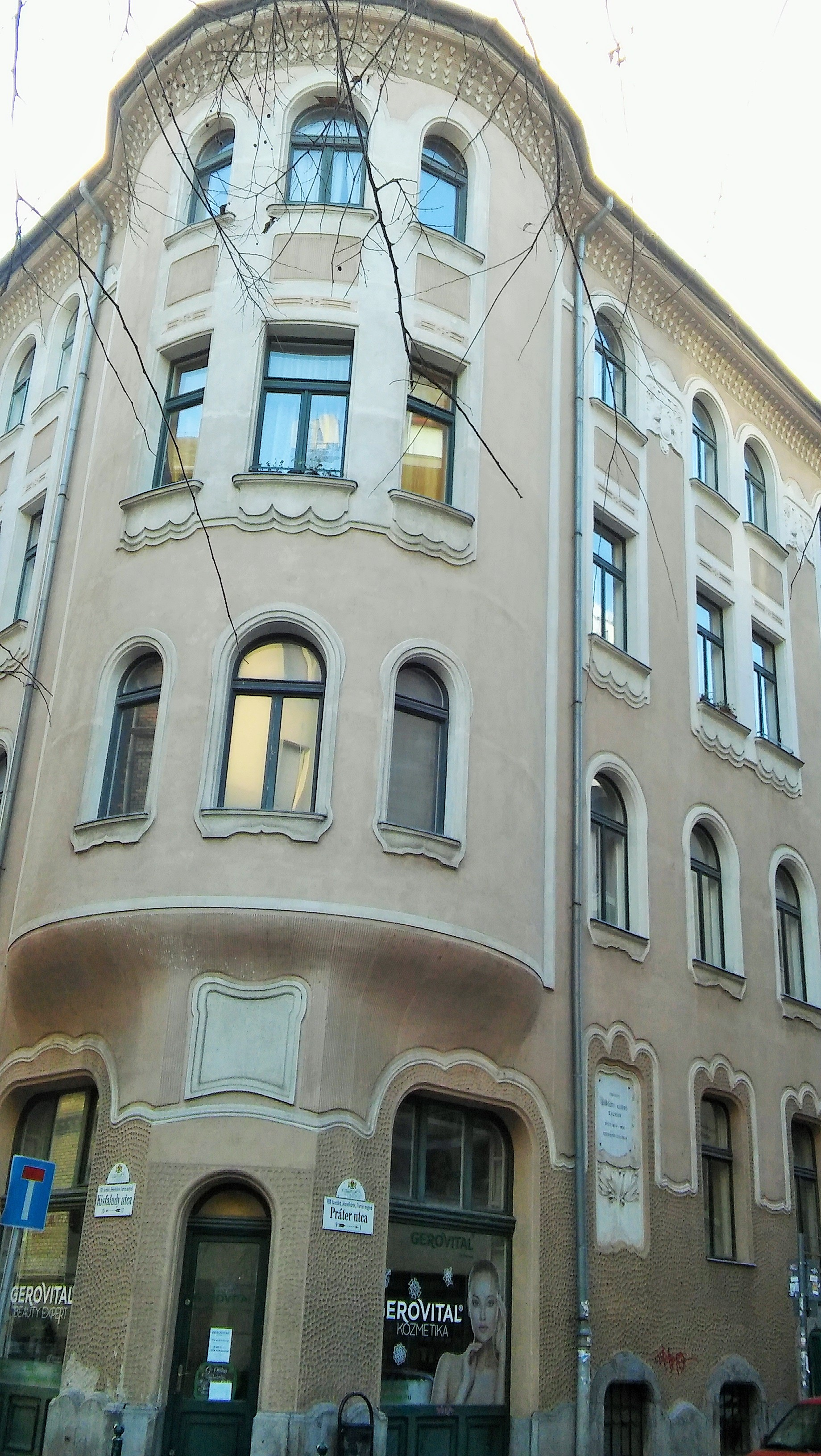
Gonda-ház, épületsarok
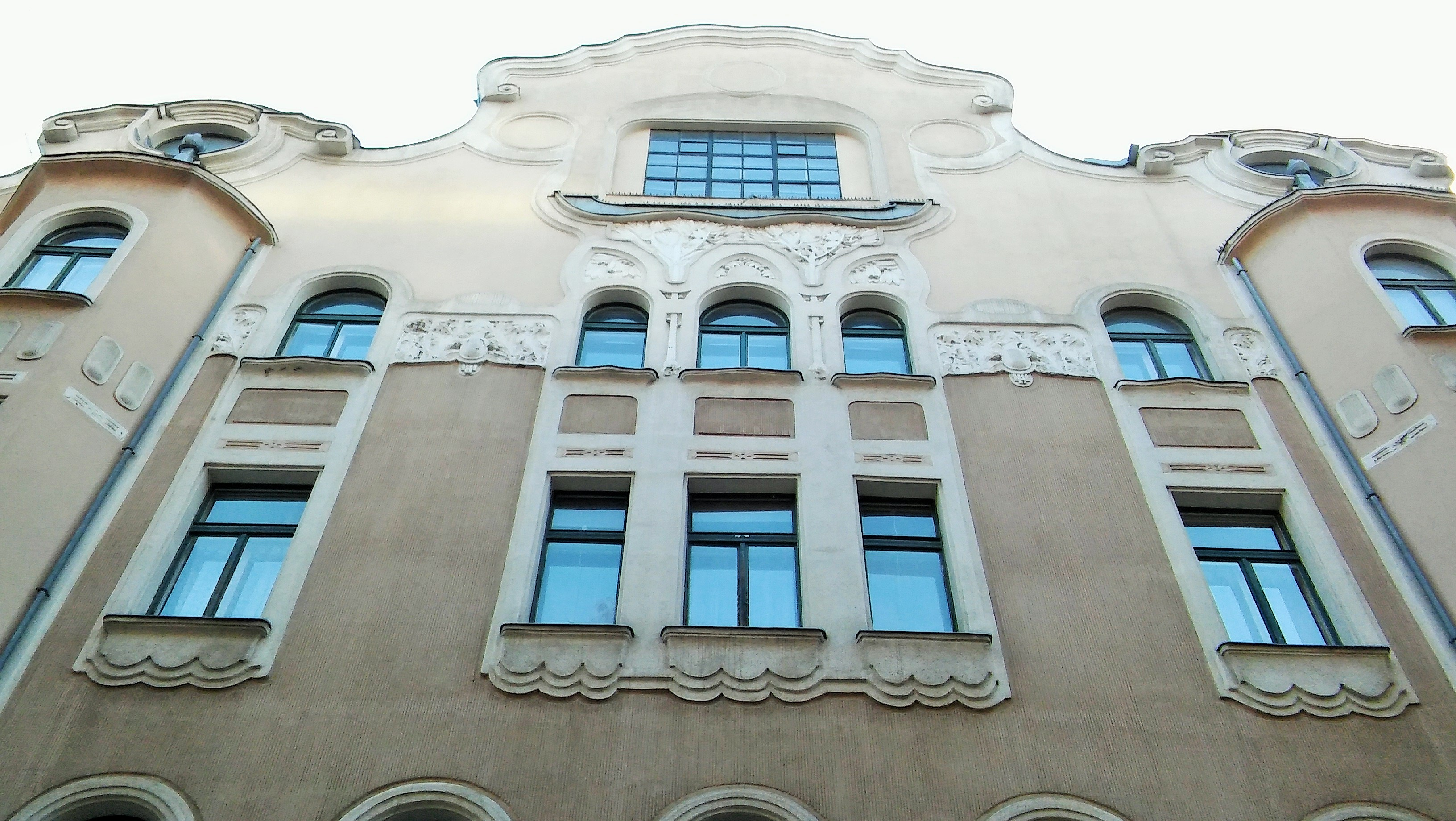
Gonda-ház, főhomlokzat
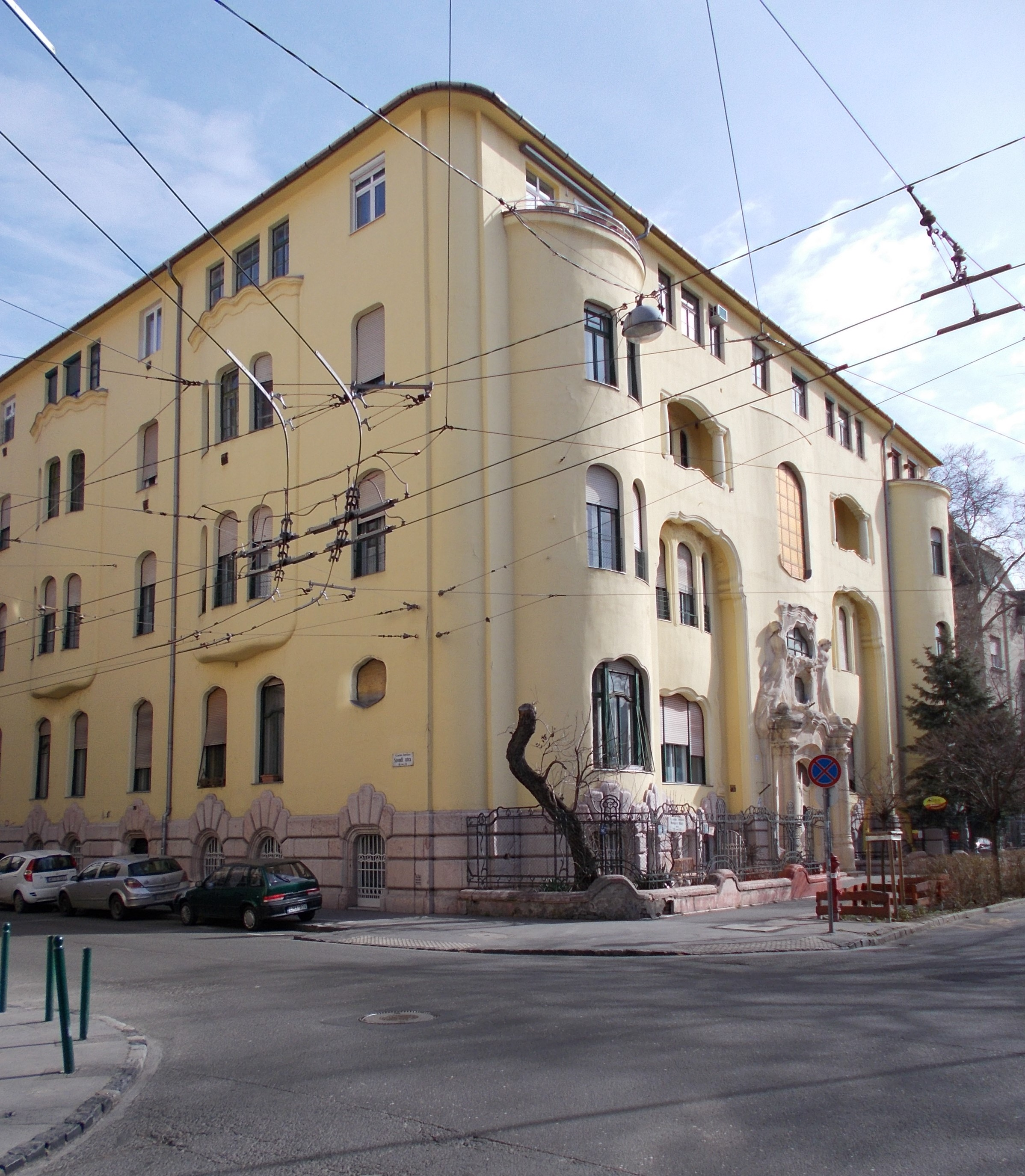
Sonnenberg-ház